# Orquestra Sinfônica NBC
A Orquestra Sinfônica NBC foi uma orquestra de rádio formada por David Sarnoff e conduzida especialmente pelo célebre maestro Arturo Toscanini. A orquestra ficou ativa entre 13 de Novembro de 1937 até 1954.

## História
O primeiro concerto da orquestra aconteceu no Estúdio 8H da NBC no dia 13 de Novembro de 1937 sob a direção de Pierre Monteux. Toscanini conduziu dez concertos nessa primeira temporada, fazendo sua estreia com a orquestra dia 25 de Dezembro de 1937. Os concertos televisionados começaram em Março de 1948 e continuaram até Março de 1952. No outono de 1950, a NBC converteu o estúdio 8H em um estúdio de televisão e moveu as gravações da orquestra para o Carnegie Hall.
Toscanini conduziu a orquestra por dezessete ano. Sob seu comando, a orquestra realizou turnês pela América do Sul em 1940 e pelos Estados Unidos em 1950. A orquestra também foi conduzid por Monteux, Ernest Ansermet, Erich Kleiber, Erich Leinsdorf, Charles Münch, Fritz Reiner, George Szell, Bruno Walter, o jovem Lorin Maazel e pelo jovem e promissor maestro italiano Guido Cantelli.
Leopold Stokowski serviu como maestro principal entre 1941 e 1942 durante a disputa do comando com Toscanini. Durante esse período, Toscanini continuou a comandar a orquestra em uma série de bem sucedidos concertos. O último concerto da orquestra ocorreu dia 4 de Abril de 1954 no Carnegie Hall.